# Lulin (powiat obornicki)
Lulin – średniej wielkości wieś sołecka w Polsce położona w województwie wielkopolskim, w powiecie obornickim, w gminie Oborniki.

## Historia
Wieś związana była pierwotnie z Wielkopolską. Ma metrykę średniowieczną i istnieje co najmniej od końca XIII wieku. Wieś podzielona była na Wielkie i Małe Lulino, czyli inaczej mówiąc: Lulin i Lulinek (Lulinko). Wymieniona została w łacińskim dokumencie z 1284 jako "Lulino", 1420 "Llwlino", 1423 "Lulyno", 1428 "Lulin", 1448 "Lulyno Maius", 1450 "Maior Lulyno", 1508 "Lulino Maior".
Miejscowość była początkowo własnością ksiązęcą, a potem szlachecką, należącą do Lulińskich - lokalnego rodu wielkopolskiego, który od nazwy wsi przyjął odmiejscowe nazwisko, a później także do Rozwarowskich. W 1450 leżała w powiecie poznańskim Korony Królestwa Polskiego. W 1510 należała do parafii Żydowo.
W 1284 książę wielkopolski Przemysł II w nagrodę za wierną służbę nadał wojewodzie krakowskiemu Żegocie wsie Nieczajna, niezidentyfikowane przez historyków Wierzbiczany oraz Lulin, uwalniając je od powinności prawa polskiego i nadając im immunitety ekonomiczne i sądowe. 
W latach 1391-1407 właścicielem we wsi był Wojciech Luliński, który odnotowany został w kilku  procesach sądowych o charakterze majątkowym. W 1391 został pozwany przez Dobrogosta z Kiekrza o to, że łowił ryby w jego jeziorze. W 1396 prowadził spór o ujazd w okolicach Kiekrza z sędzią kaliskim Mikołajem zwanym "Krwawym Diabłem". W latach 1398-1399 przegrał proces z Piotrkiem Nosilińskim o 3 klacze, jednego wołu oraz o grzywnę czynszu.
W 1423 bracia oraz dziedzice Szamotuł podkomorzy gnieźnieński Dobrogost oraz kasztelan międzyrzecki Wincenty ufundowali kolegium 8 mansjonarzy przy kościele parafialnym w Szamotułach uposażając je w czynsz 51 grzywien czynszu rocznego z kilku wsi, a w tym m.in. z Lulina.
W 1448 nastąpił podział majątku braci Rozwarowskich z Rozwarowa (obecnie wieś Rostworowo). W jego wyniku Piotr otrzymał Lulin, Lulinek oraz połowę Bądlina (obecnie Bąblin). W latach 1448-1450 właścicielem we wsi był Piotr Rozwarowski. W 1450 zapisał on swojej żonie Małgorzacie po 190 grzywien posagu oraz wiana na Lulinie oraz na gaju w Baworowie i na Lulinku. W 1556 Wojciech Rozwarowski zapisał w dożywocie swojej żonie Katarzynie Rosnowskiej wieś Lulin z prawem wyrębu drzew w lesie w Bądlinie, rezerwując sobie jednakże we wsi 4 łany osiadłe przez kmieci oraz dwa łany opuszczone.
Miejscowość odnotowano również w historycznych rejestrach poborowych dzięki czemu zachował się obraz gospodarczy miejscowości z XVI wieku. W 1504 miała miejsce wizytacja majątków z ramienia kapituły katedry poznańskiej. W Lulinie było wówczas 16 łanów, w tym 13 łanów osiadłych, dwa łany opuszczone kmiecie orali dla dziedzica. W 1508 wieś zapłaciła wiardunki wojenne z 10 łanów oraz z karczmy. W 1510 we wsi było 14 łanów osiadłych oraz dwa łany opuszczone i folwark. W 1563 odnotowano pobór od 14 łanów osiadłych, karczmy dorocznej oraz od kowala. W 1577 pobór podatkowy zapłacił ze wsi Jakub Rozwarowski. W 1580 Maciej Rozwarowski zapłaci pobór od 6 łanów osiadłych, 6 zagrodników, karczmy oraz 0,5 łanów roli.
Historyczne dokumenty odnotowały również zwykłych mieszkańców wsi. W latach 1420-1445 wspomniani zostali kmiecie z Lulina. W 1420 imiennie odnotowano kmieci Piotra Chorążego, Jana Żyłę (Zyla) oraz Andrzeja Niedolnego. W 1425 Maciej kmieć z Lulina pozwał szlachcica Macieja z Chowanowa prawdopodobnie wójta obornickiego, o to, że za czasów zmarłego wójta Obornik Janusza zabrano mu woła. W 1445 odnotowani zostali kmiecie Stanisław Klawek i Adam Wyrasz. W 1556 na 4 łanach osiadłych w Lulinie, które zarezerwował sobie Wojciech Rozwarowski, osadzeni zostali kmiecie: Błażej Skoczek, Franciszek Gal, Szymon Maczuga oraz Jan Dura.
Wskutek II rozbioru Polski w 1793, miejscowość przeszła pod władanie Prus i jak cała Wielkopolska znalazła się w zaborze pruskim. W 1885 r. Lulin leżał w pow. obornickim i stanowił gminę oraz domenę o pow. 3878 mórg. Oprócz wsi i folwarku w skład dominium wchodził dom leśnika, młyn oraz cegielnia. Było tu 18 domów i 270 m-ców, w tym 235 katolików (reszta ewangelicy). Majątek posiadał także gorzelnię parową. W 1930 r. Lulin leżał w powiecie obornickim i miał 374 m-ców. We wsi znajdowały się także młyn i gorzelnia. W latach 1939-45 wieś nosiła nazwę Lulenau. Po 2. wojnie światowej dobra w Lulinie zabrał i rozparcelował Skarb Państwa Polskiego.
W latach 1975–1998 miejscowość administracyjnie należała do województwa poznańskiego.